# Leptura guerryi
Leptura guerryi là một loài bọ cánh cứng trong họ Cerambycidae.